# I Ain't No Quitter
«I Ain't No Quitter» — третій та фінальний сингл першого альбому-збірник хітів канадської кантрі-співачки Шанаї Твейн — «Greatest Hits» (2004). У США і Канаді пісня вийшла 2 травня 2005. Пісня написана Шанаєю Твейн та Робертом Джоном Лангом; спродюсована Робертом Джоном Лангом.

## Список пісень
CD-сингл для Великої Британії
1. "I Ain't No Quitter" - 3:30
2. "Whose Bed Have Your Boots Been Under?" (Live) - 4:27
3. "I Ain't Going Down" (Live) - 4:01
4. Enhanced: "I Ain't No Quitter" - Music Video

CD-сингл для Німеччини
1. "I Ain't No Quitter" - 3:30
2. "Whose Bed Have Your Boots Been Under?" (Live) - 4:27

## Чарти
Тижневі чарти
| Чарт (2005)                      | Місце |
| -------------------------------- | ----- |
| Canada (Canadian Hot 100)        | 22    |
| US Hot Country Songs (Billboard) | 45    |